# Knud Brockenhuus-Schack (1823-1892)
 Der er flere personer med dette navn, se Knud Brockenhuus-Schack.
Knud Bille Ludvig Anthon greve Brockenhuus-Schack (født 11. november 1823 på Giesegård, død 2. februar 1892 sammesteds) var en dansk stamhusbesidder, far til Adolph, Frands, Ludvig og Aage Brockenhuus-Schack.

## Biografi
Han var søn af greve Henrik Adolph Brockenhuus-Schack og Margrethe von der Maase og arvede i 1847 Stamhuset Giesegaard samt fideikommisgodserne Gram og Nybøl i Sønderjylland. Han blev 1850 kammerherre og 18. december 1872 Ridder af Dannebrog.
I 1871 lod han en ny hovedbygning opføre på Spanager. Han donerede i 1888 en disk med initialer til Nørre Dalby Kirke.
Han er begravet i Nordrup Kirkes kapel.

## Ægteskab og børn
Han ægtede 27. september 1850 i Vor Frue Kirke i København Helene Sophie Caroline Frederikke von Lowzow (født 25. maj 1832 i København, død 25. marts 1917), datter af justitiarius Frederik von Lowzow og Sophie Marie Charlotte von Blücher af Altona. Hans enke boede på Spanager til sin død i 1917.